# Ornebius cucullatus
Ornebius cucullatus är en insektsart som först beskrevs av Bolívar, I. 1889.  Ornebius cucullatus ingår i släktet Ornebius och familjen Mogoplistidae. Inga underarter finns listade i Catalogue of Life.